# Marcel Van Thienen
Marcel Van Thienen, né le 3 octobre 1922 à Fontenay-sous-Bois et mort le 20 novembre 1998 à Paris, est un sculpteur français,.

## Biographie
D'abord musicien, Marcel Van Thienen crée sa première œuvre plastique en 1958.
À l'âge de 7 ans, il apprend le violon à l'École normale de musique et au conservatoire Russe à Paris. 
De 1945 à 1952, Marcel  Van Thienen exerce divers métiers (dépanneur radio, marchand forain, réalisateur d'émissions à la RTF).
En 1954, il est nommé directeur du premier conservatoire national de musique haïtien. 
Revenu à Paris en 1957, il monte un studio de musique électronique et crée, en 1958, son premier mobile Adagio.
En 1958, une première œuvre est exposée au Moderna Museet à Stockholm.
L'œuvre de Marcel Van Thienen se consacre au mouvement avec la réalisation de mobiles. Mais, à la différence d'Alexander Calder, les mobiles de Van Thienen sont mus le plus souvent par des moteurs électriques et décrivent des mouvements complexes entre programmes et aléatoire.

## Réalisations monumentales
- Une vingtaine d'œuvres monumentales ont été installées, notamment à  Paris (parc floral, hôpital Saint-Antoine), en banlieue parisienne (CES d'Orsay) et à Brest, Épernay, Lille ou Reims.
- L'Éolienne dans le quartier des saules de Guyancourt dans les Yvelines est une œuvre réalisée en 1986. C'est une sculpture mobile en acier inoxydable, constituée de cinq pales qui tournent au gré des vents.

## Réalisations sonores
- Adaptation sonore (vinyl / 33t) du poème La ralentie d'Henri Michaux, interprété par Germaine Montero (1957).

## Expositions personnelles
- Galerie Iris Clert : 1964, 1969.
- Galerie Samlaren, Stockholm : 1969, 1974.
- Maison de la culture André-Malraux, Reims : 1972.
- Galerie Gervis, Paris : 1973.
- Festival du Marais, hôtel de Marle, Paris : 1973.
- Musée d'Art moderne, Paris : 1975.

## Expositions de groupe
- Bagneux, Créteil, Le Havre, Le Touquet, Luxeuil, Metz, Montreuil, Nice, Paris, Reims, Ris-Orangis, Saint-Germain, Saint-Tropez, Vitry.
- Anvers, Baden-Baden, Berlin, Berne, Bruxelles, Budapest, Cologne, Dublin, Düsseldorff, Hanovre, Lisbonne, Lund, Monaco, Mons, Munich,   Rome, Sao Paulo, Stockholm, Téhéran, Venise.